# إشباع الترانسفرين
إشباع الترانسفرين (بالإنجليزية: Transferrin saturation)‏ ومختصره (TSAT) هو قيمة مختبرية طبية تقاس بالنسبة المئوية، وهي نسبة بين حديد مصل الدم والسعة الرابطة للحديد الكلي.
هذه القيمة تعطي فكرة للأطباء حول كمية الحديد المرتبط في مصل الدم بالترانسفرين. فمثلا، قيمة 15٪ تعني أن 15٪ من مواقع الارتباط المتاحة مشغولة بالحديد.

## القيم الطبيعية
المجالات المرجعية الطبيعية:
- حديد مصل الدم: 60–170 ملغ/دل (10–30مايكرو مول/لتر)
- السعة الرابطة للحديد الكلي (TIBC): 240–450 ملغ/دل
- إشباع الترانسفرين: 15–50٪ (الذكور)، 12–45٪ (الإناث)

ملغ/دل = ميليغرام لكل ديسيلتر.